# مدرسة برلين براندنبورغ الدولي
مدرسة برلين براندنبورغ الدولي هي مدرسة دولية خاصة تقع في بوتسدام, ألمانيا.

## الروابط الخارجية
1. ↑  Wo selbst die Pförtnerin englisch spricht Die Welt online, 23 September 2002 نسخة محفوظة 05 مارس 2012 على موقع واي باك مشين.

- Berlin Brandenburg International School official website